# Powiat myśliborski

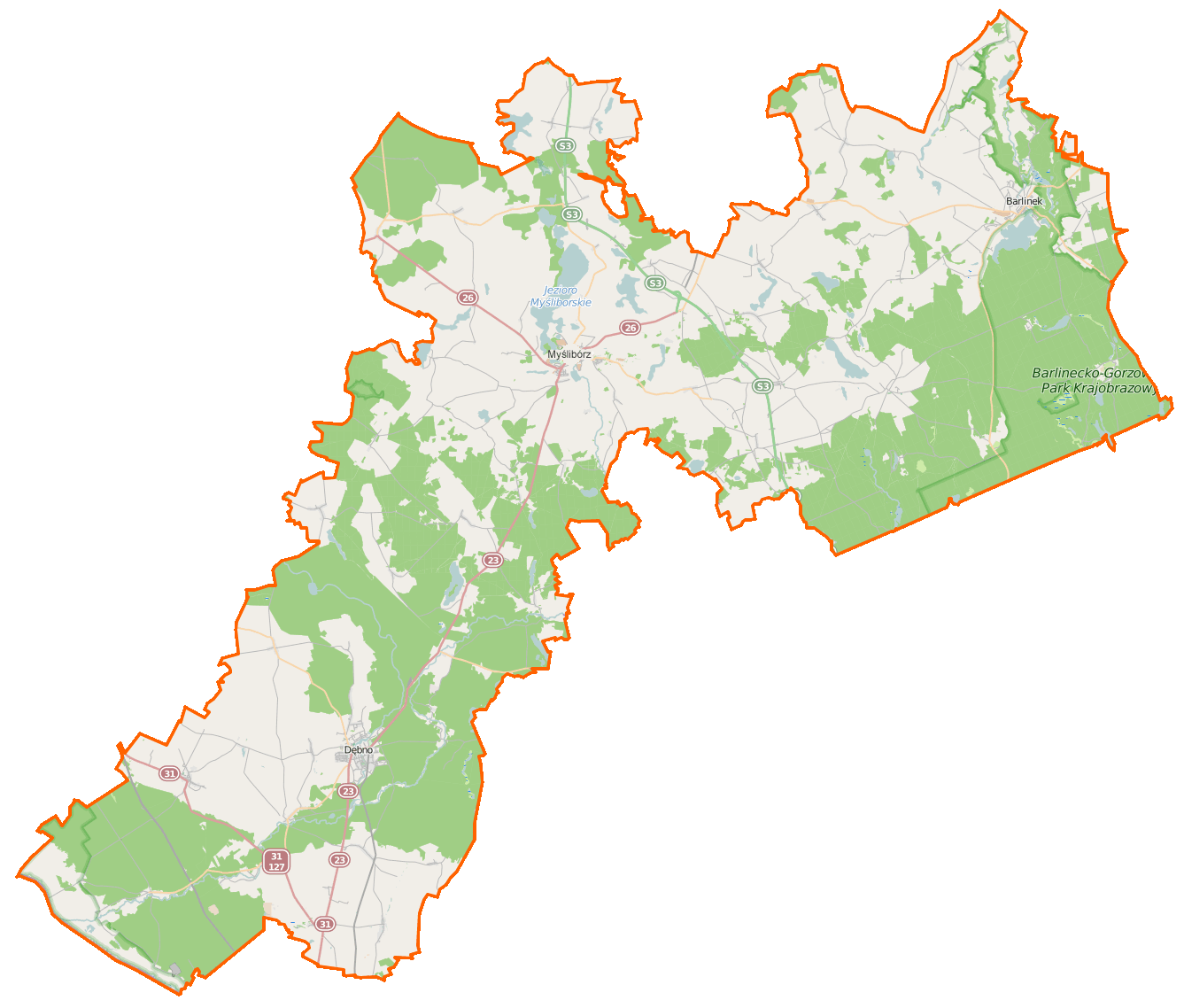
Mapa powiatu

Powiat myśliborski – położony jest w północno-zachodniej Polsce, w woj. zachodniopomorskim. Utworzony został w 1999 roku w ramach reformy administracyjnej. Jego siedzibą jest miasto Myślibórz.
W skład powiatu wchodzą:
- gminy miejsko-wiejskie:

 Barlinek;
 Dębno;
 Myślibórz
- gminy wiejskie:

 Boleszkowice;
 Nowogródek Pomorski
- miasta: Barlinek, Dębno, Myślibórz

Według danych z 30 czerwca 2020 roku powiat zamieszkiwało 65 426 osób.

## Położenie
Powiat myśliborski jest najdalej wysuniętym na południowy zachód powiatem województwa zachodniopomorskiego. Położony jest na malowniczym Pojezierzu Myśliborskim oraz częściowo na Nizinie Gorzowskiej. We wschodniej części gminy Barlinek znajduje się fragment Barlinecko-Gorzowskiego Parku Krajobrazowego (z siedzibą w Gorzowie Wielkopolskim), a w przylegającej do Odry części gminy Boleszkowice, fragment Parku Narodowego Ujście Warty.
Przed reformą administracyjną z 1975 r. w obecnych granicach znajdowały się 2 powiaty: myśliborski i chojeński (z siedzibą w Dębnie), a w latach 1975–1999 teren obecnego powiatu znajdował się w granicach województwa gorzowskiego.
Według danych z 1 stycznia 2009 powierzchnia powiatu myśliborskiego wynosi 1182,40 km².
Na południu powiat myśliborski graniczy z powiatem gorzowskim w woj. lubuskim, oraz powiatem strzelecko-drezdeneckim, na wschodzie z powiatem choszczeńskim, na północy z powiatami gryfińskim, pyrzyckim i stargardzkim. Powiat graniczy również z niemieckim krajem związkowym Brandenburgia.

## Historia
Początki powiatu datowane są na rok 1816, kiedy to w wyniku pruskiej reformy administracyjnej został utworzony Kreis Soldin. W skład powiatu wchodziły wówczas cztery miasta: Barlinek, Lipiany, Myślibórz, Pełczyce. Taki stan rzeczy przetrwał do 1945 r. Po wojnie Lipiany i okolice zostały przyłączone do powiatu pyrzyckiego. W skład powiatu myśliborskiego wchodziły natomiast miasta: Myślibórz, Barlinek, Pełczyce. Na zachodzie powiat graniczył z powiatem chojeńskim z siedzibą w Dębnie, w skład którego wchodziły między innymi gminy Dębno i Boleszkowice. Obydwa powiaty należały do województwa szczecińskiego i graniczyły z województwem zielonogórskim. W granicach województwa szczecińskiego powiat funkcjonował do reformy administracyjnej w 1975 roku, w wyniku której zlikwidowano powiaty. Wszystkie gminy powiatu myśliborskiego i część gmin powiatu chojeńskiego zostały wówczas wcielone do nowo utworzonego województwa gorzowskiego. Od 1 stycznia 1999 roku powiat funkcjonuje w granicach województwa zachodniopomorskiego i obejmuje swym zasięgiem gminy: Barlinek, Boleszkowice, Dębno, Myślibórz i Nowogródek Pomorski.

## Środowisko naturalne
Na terenie powiatu myśliborskiego znajduje się Barlinecki Park Krajobrazowy (powierzchnia 20285 ha), utworzony w 1991 roku w celu ochrony i zachowania walorów krajobrazowych naturalnego środowiska, wartości kulturowych, przyrodniczych oraz dydaktycznych. Na terenie gminy Boleszkowice znajduje się część Parku Krajobrazowego „Ujście Warty”, celem ochrony jest tu zachowanie walorów przyrodniczo-krajobrazowych dolin rzek: Warty i Odry oraz otaczających je wysoczyzn. Na terenie parku znajduje się Zespół Przyrodniczo-Krajobrazowy „Porzecze” (powierzchnia 142,74 ha), powstały w 1992 roku, w celu ochrony wyjątkowo cennych fragmentów krajobrazu naturalnego.
Na terenie powiatu istnieje 7 rezerwatów przyrody:
- „Markowe Błota” – częściowy, ornitologiczny o pow. 193,40 ha – chroni miejsca lęgowe ponad 40 gatunków ptaków (orzeł bielik, rybołów, bocian czarny).
- „Tchórzyno” – częściowy, torfowiskowy, o pow. 32 ha – chroni torfowisko powstałe w kredzie jeziornej, z bardzo bogatą i rzadką roślinnością oraz zarastające jezioro z podwodnymi łąkami.
- „Cisy Boleszkowickie” – częściowy, leśny o pow. 9,38 ha – chroni 439 cisów w różnym wieku od młodych siewek po stare dojrzałe drzewa.
- „Długogóry” – częściowy, krajobrazowy o pow. 120,36 ha – chroni unikatowy i urozmaicony krajobraz morenowy oraz buczynę pomorską o charakterze naturalnym.
- „Skalisty Jar Libberta” – częściowy, krajobrazowy o pow. 33,21 ha – chroni wzniesienia morenowe, na których występują skały wapienne, zlepieńce piaskowców i głazy narzutowe do 4 metrów wysokości.
- „Jezioro Jasne” – częściowy, florystyczny o pow. 3,10 ha – chroniony zespół roślinności wodnej (wolfii bezkorzeniowej).
- „Czapli Ostrów” – częściowy, ornitologiczny o pow. 16,45 ha – chroni kolonię czapli siwej i kormoranów.

Oprócz parków i rezerwatów na terenie powiatu występuje także wiele pomników przyrody. Najczęściej są to drzewa pomnikowe (dąb, lipa, buk), rzadziej gniazda (orła bielika, bociana czarnego), głazy narzutowe, skały piaskowe. Mówiąc o przyrodzie nie sposób pominąć parki podworskie, powstające na terenie powiatu w XVIII i XIX wieku. Większość z nich jest wpisana do rejestru zabytków. Na szczególną uwagę zasługują parki w: Derczewie, Karsku, Dolsku, Golenicach, Smolnicy.
Jezioro Myśliborskie (powierzchnia 617,7 ha, maksymalna głębokość 22,3 metra) – to największe jezioro na całym Pojezierzu Myśliborskim, częściowo wpisujące się w układ urbanistyczny miasta Myślibórz. Na jeziorze znajdują się dwie wyspy, a cztery kanały, które wpadają do Jeziora Myśliborskiego, łączą jego wody z innymi, okolicznymi jeziorami, dzięki czemu można przeprawiać się między nimi bez konieczności wychodzenia na brzeg. Z Jeziora Myśliborskiego wypływa również rzeka Myśla, która wpada do Odry.
Jezioro Barlineckie (powierzchnia 270 ha, maksymalna głębokość do 18 metrów) – jedno z większych jezior Pojezierza Myśliborskiego. Na jego zachodnim, północnym i wschodnim brzegu rozciągają się zabudowania miasta Barlinek. Cały okoliczny krajobraz ukształtował się w formie wału czołowo-morenowego pozostawiając bardzo urozmaiconą, a zarazem atrakcyjną rzeźbę, z głęboko wcinającymi się jarami i wąwozami. Na jeziorze powstały cztery wyspy: Łabędzia, Sowia, Nadziei oraz Zielona. Każda z nich została objęta ochroną jako użytek ekologiczny.

## Obiekty sportowo-rekreacyjne
Boiska
- Euroboisko im. Alfreda Pluszczyka w Barlinku;
- kompleks boisk sportowych przy SP nr 4 w Barlinku;
- kompleks boisk „Orlik” przy PG nr 1, ZSP nr 1 w Barlinku, ZSP nr 1 w Dębnie, SP nr 3 i ZSP nr 3 w Myśliborzu;
- boisko przy SP nr 3 w Dębnie;
- boisko ze sztuczną nawierzchnią przy SP w Dargomyślu;
- boisko przy SP nr 2 w Myśliborzu;
- boisko wielofunkcyjne (m.in. bieżnie, skatepark) przy SP nr 1 w Dębnie.

Stadiony sportowe
- Stadion Miejski im. Bronisława Bagińskiego w Barlinku;
- Stadion im. Henryka Łosia w Boleszkowicach;
- Stadion sportowy im. Henryka Witkowskiego w Dębnie;
- Stadion sportowy w Myśliborzu.

Hale sportowe
- przy SP nr 1, PG nr 1 i ZSP nr 1 w Barlinku;
- przy SP nr 3 i PG w Dębnie oraz SP w Smolnicy.

Korty tenisowe
- przy stadionie miejskim oraz na terenie Ośrodka Wypoczynkowego „Janowo” w Barlinku;
- przy kompleksie boisk na Osiedlu Waryńskiego w Dębnie oraz przy Dębnowskim Ośrodku Kultury;
- przy stadionie miejskim w Myśliborzu.

Baseny
- Pływalnia kryta w Myśliborzu (posiada 5 torów o długości 25 m i głębokości od 1,4 do 3,95 m oraz 1 tor o stałej głębokości 0,8 m, który służy do nauki pływania, w obiekcie sauna, jacuzzi oraz kawiarnia).

Jazda konna
- Stadnina koni w Płonnie (gm. Barlinek)
- Zagroda jeździecka Czarcia Podkowa w Sarbinowie (gm. Dębno)
- Ranczo Radzicz (gm. Dębno)
- Ranczo Sarbinowo (gm. Dębno)
- Ranczo Tanga w Barnówku (gm. Dębno)
- Pensjonat Agroturystyczny „Zielona Dolina” w Chocieniu (gm. Nowogródek Pomorski)

## Kultura

### Muzea[7]
Muzeum Regionalne w Barlinku – mieści się w tzw. Domu Gutenberga, w którym kiedyś była drukarnia. W muzeum znajdziemy ekspozycję dokumentującą życie i przebieg kariery wielkiego szachowego mistrza – dr Emanuela Laskera. Ekspozycja etnograficzna to głównie sprzęty gospodarstwa domowego tworzące fragment wnętrza izby z przełomu XIX i XX w. z klepiskiem, strzechą, piecem z kominem i sprzętem używanym w ówczesnej kuchni. Wśród pozostałych ekspozycji etnograficznych na uwagę zasługują kącik tkacki i pralniczy, warsztat szewski i zakład krawiecki.
Zabytki archeologiczne dokumentują z kolei najstarszą historię gminy. Zbiór obejmuje zabytki z młodszej epoki kamienia: toporki bojowe, motyki, siekierki (4500-1800 p.n.e.) oraz naczynia kultury łużyckiej z wczesnej epoki żelaza (700-500 p.n.e.).
Muzeum Pojezierza Myśliborskiego w Myśliborzu – mieści się w Kaplicy św. Ducha z XIV w. W muzeum znajdują się cztery sale ekspozycyjne:
Myślibórz we wczesnym średniowieczu z eksponatami z wczesnego średniowiecza, dotyczącymi historii Sołdzina (pierwsza nazwa Myśliborza);
Z dziejów Myśliborza – zgromadzone są tu muzealia związane z historią Myśliborza od XIV do XX w. m.in. ceramika z myśliborskiego warsztatu garncarskiego, renesansowe kafle piecowe, naczynia gliniane, misy i talerze, krucyfiks z Kapliczki Jerozolimskiej (XV w.), barokowe rzeźby sakralne, naczynia cynowe, kufry wianowe i cechowe, obrazy, starodruki;
Historia i etnografia – Można znaleźć tu między innymi fotografie Myśliborza (Soldina) sprzed 1945 r., narzędzia rolnicze z gospodarstwa domowego;
Galeria M – ekspozycja sztuki współczesnej – sala wystaw czasowych.
Kina
- Kino „Panorama” w Barlinku

Ośrodki kultury
- Barlinecki Ośrodek Kultury;
- Dębnowski Ośrodek Kultury;
- Myśliborski Ośrodek Kultury;
- Gminny Ośrodek Kultury w Boleszkowicach;
- Wiejski Ośrodek Kultury w Karsku (gm. Nowogródek Pomorski).

Biblioteki
- Miejska i Powiatowa Biblioteka Publiczna w Myśliborzu;
- Biblioteka Publiczna Miasta i Gminy przy Barlineckim Ośrodku Kultury;
- Gminna Biblioteka Publiczna w Boleszkowicach;
- Biblioteka Publiczna Miasta i Gminy w Dębnie;
- Gminna Biblioteka Publiczna gminy Nowogródek Pomorski z siedzibą w Karsku.

Imprezy cykliczne
- Mistrzostwa Polski Strefy Zachodniej Amatorskiego MMA w Barlinku (marzec)
- Barlineckie Świętojanki z Koronacją Królowej Puszczy (czerwiec)
- Barlineckie Lato Teatralne (sierpień)
- Wielka Siódemka Barlinecka – Międzynarodowe Spotkanie Pasjonatów Nordic Walking (wrzesień)
- MTB – Mistrzostwa Barlinka w Kolarstwie Górskim
- Festiwal Folkloru – „Folklor Bez Granic” w Boleszkowicach (czerwiec)
- Festyn Historyczny/ Turniej Rycerski w Chwarszczanach, gm. Boleszkowice (sierpień/wrzesień)
- Maraton Dębno (kwiecień)
- Mistrzostwa Polski DEDE ART w Dębnie (kwiecień)
- Festiwal Sztuk Walki w Dębnie (maj)
- Zawody w Skokach o Puchar Burmistrza Dębna (czerwiec)
- Triathlon Dębno (lipiec)
- Triada Teatralna w Dębnie (lipiec)
- Ogólnopolski Turniej Tańca Towarzyskiego w Myśliborzu (marzec)
- Mila Myśliborska (maj)
- Motorowodne Mistrzostwa Świata w Myśliborzu (maj/czerwiec)
- Ogólnopolskie Regaty o Puchar Leonida Teligi w Myśliborzu (czerwiec)
- Festiwal Małych Form Teatralnych i Kabaretowych w Myśliborzu (lipiec)
- Ogólnopolskie Spotkania Młodych Autorów i Kompozytorów SMAK im. Jonasza Kofty w Myśliborzu (październik)
- Powiatowy Konkurs na Palmę i Pisankę Wielkanocną w Nowogródku Pomorskim.

## Media lokalne
- Telewizja: TVB24 Telewizja Myślibórz
- Prasa: Gazeta Myśliborska, Puls Barlinka, Echo Barlinka, Merkuriusz Dębnowski, Informator Samorządowy Powiatu Myśliborskiego.
- Internet: edebno.pl, emysliborz.pl, mysliborz.info.pl, barlinek24.pl, e-barlinek.pl, mysliborz.info, www.nowogrodekpomorski.pl

## Edukacja
Samorząd powiatowy jest organem prowadzącym dla sześciu szkół ponadgimnazjalnych:
- ZSP Nr 2 im. Noblistów Polskich w Myśliborzu;
- ZSP nr 1 im. kpt. hm. Andrzeja Romockiego „Morro” w Barlinku;
- ZSP nr 3 im. S. Dariusa i S. Girėnasa w Myśliborzu;
- Zespołu Szkół im. Ignacego Solarza w Smolnicy;
- ZSP nr 1 im. Juliusza Słowackiego w Dębnie.

## Opieka zdrowotna
Na terenie powiatu działają 2 szpitale (w Barlinku i w Dębnie) oraz 33 Niepubliczne Zakłady Opieki Zdrowotnej i poradnie, a także 17 aptek.

## Gospodarka
W końcu września 2019 liczba zarejestrowanych bezrobotnych w powiecie myśliborskim obejmowała ok. 1,4 tys. mieszkańców, co stanowi stopę bezrobocia na poziomie 6,6% do aktywnych zawodowo.
Przeciętne wynagrodzenie pracownicze w październiku 2008 r. wynosiło 2651,79 zł, przy liczbie zatrudnionych pracowników w powiecie myśliborskim – 9502 osoby. Przeciętne wynagrodzenie w sektorze publicznym wynosiło 2997,88 zł, a w sektorze prywatnym 2465,50 zł.
W 2013 r. wydatki budżetu samorządu powiatu myśliborskiego wynosiły 87,9 mln zł, a dochody budżetu 92,0 mln zł. Zadłużenie (dług publiczny) samorządu według danych na IV kwartał 2013 r. wynosiło 34,1 mln zł, co stanowiło 37,0% dochodów.

## Demografia
Według danych z 31 grudnia 2010 roku (stan na 1 stycznia 2011r.) powiat myśliborski zamieszkiwało 66 972 osób.

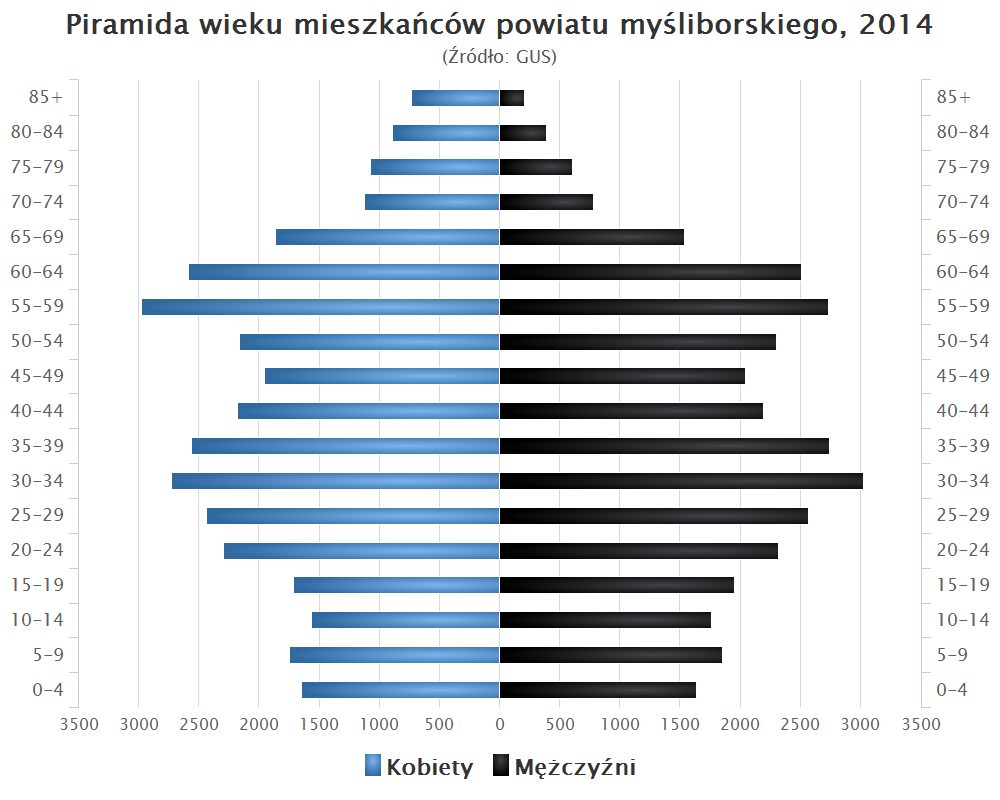
Piramida wieku mieszkańców powiatu myśliborskiego w 2014 roku

Liczba ludności (dane z 31 grudnia 2010):
|        | Ogółem | Ogółem | Kobiety | Kobiety | Mężczyźni | Mężczyźni |
| osób   | %      | osób   | %       | osób    | %         |           |
| ------ | ------ | ------ | ------- | ------- | --------- | --------- |
| Ogółem | 66 972 | 100    | 34 011  | 50,78   | 32 961    | 49,22     |
| Miasto | 39 486 | 58,96  | 20 412  | 30,48   | 19 074    | 28,48     |
| Wieś   | 27 486 | 41,04  | 13 599  | 20,31   | 13 887    | 20,74     |

▶Wieś vs ▶miasto
Ogółem (▶k, ▶m)
Miasto (▶k, ▶m)
Wieś (▶k, ▶m)

## Komunikacja
- Linie kolejowe:
  - czynne: Szczecin Gł. – Zielona Góra (przez Boleszkowice).
  - nieczynne, istniejące: Stargard – Kostrzyn (przez Głazów, Myślibórz i Dębno Lubuskie; czynna do 1999/2000), Myślibórz – Gorzów Wielkopolski, Barlinek – Kalisz Pomorski oraz Pyrzyce – Wriezen.
  - nieczynne, nieistniejące: Głazów – Barlinek.
- Drogi:
  - krajowe: 3: Świnoujście – Jakuszyce, 23: Myślibórz – Sarbinowo (przez Dębno), 26: Krajnik Dolny – Głazów (przez Myślibórz) oraz 31: Szczecin- Słubice (przez Boleszkowice).
  - wojewódzkie: 121: Gryfino – Rów, 126: Osinów Dolny – Dębno, 127: Dębno – Porzecze, 128: Rów – Ławy (przez Myślibórz), 130: Barnówko – Gorzów Wielkopolski, 151: Świdwin – Gorzów Wielkopolski  (przez Barlinek) oraz 156: Lipiany – Drezdenko  (przez Barlinek).

## Bezpieczeństwo
W 2009 r. wskaźnik wykrywalności sprawców przestępstw stwierdzonych w powiecie myśliborskim wynosił 72,5%. W 2009 r. stwierdzono w powiecie m.in. 353 kradzieży z włamaniem, 19 kradzieży samochodów, 89 przestępstw narkotykowych.
Gmina Boleszkowice i gmina Dębno są położone w strefie nadgranicznej. Powiat myśliborski obejmuje zasięgiem służbowym placówka Straży Granicznej w Szczecinie z Nadodrzańskiego Oddziału SG.
Powiat myśliborski jest obszarem właściwości Prokuratury Rejonowej w Myśliborzu i Prokuratury Okręgowej w Szczecinie.
Na terenie powiatu działa 7 jednostek Ochotniczej Straży Pożarnej włączonych do krajowego systemu ratowniczo-gaśniczego. Ponadto istnieje jednostka ratowniczo-gaśnicza przy Komendzie Powiatowej Państwowej Straży Pożarnej w Myśliborzu oraz jej posterunek w Dębnie.

## Administracja
| Gminy                                     | Liczba radnych | Liczba wyborców w 2006 |
| ----------------------------------------- | -------------- | ---------------------- |
| gmina Barlinek, gmina Nowogródek Pomorski | 6              | 18 211                 |
| gmina Boleszkowice, gmina Dębno           | 7              | 18 755                 |
| gmina Myślibórz                           | 6              | 16 950                 |
| Razem (Σ)                                 | 19             | 53 916                 |

Siedzibą władz powiatu jest miasto Myślibórz. Organem uchwałodawczym jest Rada Powiatu w Myśliborzu, w której skład wchodzi 19 radnych.

### Rada Powiatu
| Ugrupowanie                  | 2002-2006   | 2006-2010 | 2010-2014 | 2014-2018  |
| ---------------------------- | ----------- | --------- | --------- | ---------- |
| Sojusz Lewicy Demokratycznej | 10 (SLD-UP) | -         | 5         | 4 (SLD LR) |
| Porozumienie Ludowe          | 2           | -         | -         | -          |
| Wspólnie dla Powiatu         | 7           | 3         | -         | -          |
| Prawo i Sprawiedliwość       | -           | 5         | 5         | 4          |
| Platforma Obywatelska        | -           | 5         | 7         | 4          |
| Samorząd Razem               | -           | 6         | -         | -          |
| Polskie Stronnictwo Ludowe   | -           | -         | 2         | 4          |
| Nasz Powiat                  | -           | -         | -         | 3          |

Powiat myśliborski jest obszarem właściwości miejscowej Samorządowego Kolegium Odwoławczego w Szczecinie.
Mieszkańcy powiatu myśliborskiego wybierają radnych do Sejmiku Województwa Zachodniopomorskiego w okręgu nr 5. Posłów na Sejm wybierają z okręgu wyborczego nr 41, senatora z okręgu nr 98 a posłów do Parlamentu Europejskiego z okręgu nr 13.

## Współpraca zagraniczna
Partnerzy zagraniczni:
 Powiat Märkisch-Oderland;  Powiat Heidekreis (do 31 lipca 2011 Powiat Soltau-Fallingbostel); 
Rejon kowieński

## Ciekawostki
Na terenie powiatu znajduje się wieś Dziedzice, będąca najstarszą wsią historycznie kaszubską, datowaną symbolicznie na 512 r. n.e.